# إيان ستانارد
إيان ستانارد (بالإنجليزية: Ian Stannard) مواليد 25 مايو 1987 في تشيلمسفورد، إنجلترا، هو دراج إنجليزي. شارك في دورة الألعاب الأولمبية الصيفية.

## وصلات خارجية
- الموقع الرسمي

## روابط خارجية
- إيان ستانارد على موقع الاتحاد الدولي للدراجات (الإنجليزية)
- إيان ستانارد على موقع أرشيف الدراجات (الإنجليزية)
- إيان ستانارد على موقع إحصائيات الدراجات الإحترافية (الإنجليزية)
- إيان ستانارد على موقع نسبة الدراجات (الإنجليزية)
- إيان ستانارد على موقع CycleBase (الإنجليزية)
- إيان ستانارد على موقع أوليمبيديا (الإنجليزية)
- إيان ستانارد على موقع اللجنة الأولمبية البريطانية (الإنجليزية)
- إيان ستانارد على موقع اتحاد ألعاب الكومنولث (مؤرشف) (الإنجليزية)
- إيان ستانارد على موقع اتحاد ألعاب الكومنولث (مؤرشف) (الإنجليزية)
- إيان ستانارد على موقع دورة ألعاب الكومنولث 2006 (مؤرشف) (الإنجليزية)